# Absu
Absu – zespół muzyczny pochodzący z Dallas w Stanach Zjednoczonych. Dla tworzonej przez siebie muzyki blackmetalowej używa określenia „mythological occult metal”.
W 2020 roku zespół został rozwiązany.

## Muzycy
Ostatni skład zespołu
- Proscriptor McGovern – perkusja, śpiew (1992–2002, 2007–2020)
- Ezezû – gitara basowa (2008–2020)

Byli członkowie zespołu
- Danny Benbow – perkusja (1991–1992)
- Gary Lindholm – gitara (1991–1992)
- Equitant Ifernain – gitara, gitara basowa (1991–2002)
- Shaftiel – gitara, śpiew (1991–2002)
- Daviel Mysticia – gitara (1992–1993)
- Black Massith – instrumenty klawiszowe (1992–1993)
- Bard Algol Eriboas – instrumenty klawiszowe (1995)
- Rabicante – gitara, instrumenty klawiszowe (1997)
- Aethyris MacKay – gitara, gitara basowa, instrumenty klawiszowe (2007–2010)
- Zawicizuz – gitara, gitara basowa, instrumenty klawiszowe (2007–2009)
- Vastator Terrarum – gitara, śpiew (2007)
- Vis Crom – gitara (2010–2018)

Muzycy koncertowi
- Mezzadurus – gitara basowa, śpiew (1995–2002)
- Kashshapxu – gitara (2001–2002)
- Vis Crom – gitara (2009–2010)
- Gunslut – perkusja (2013–2017)

## Dyskografia
Albumy studyjne

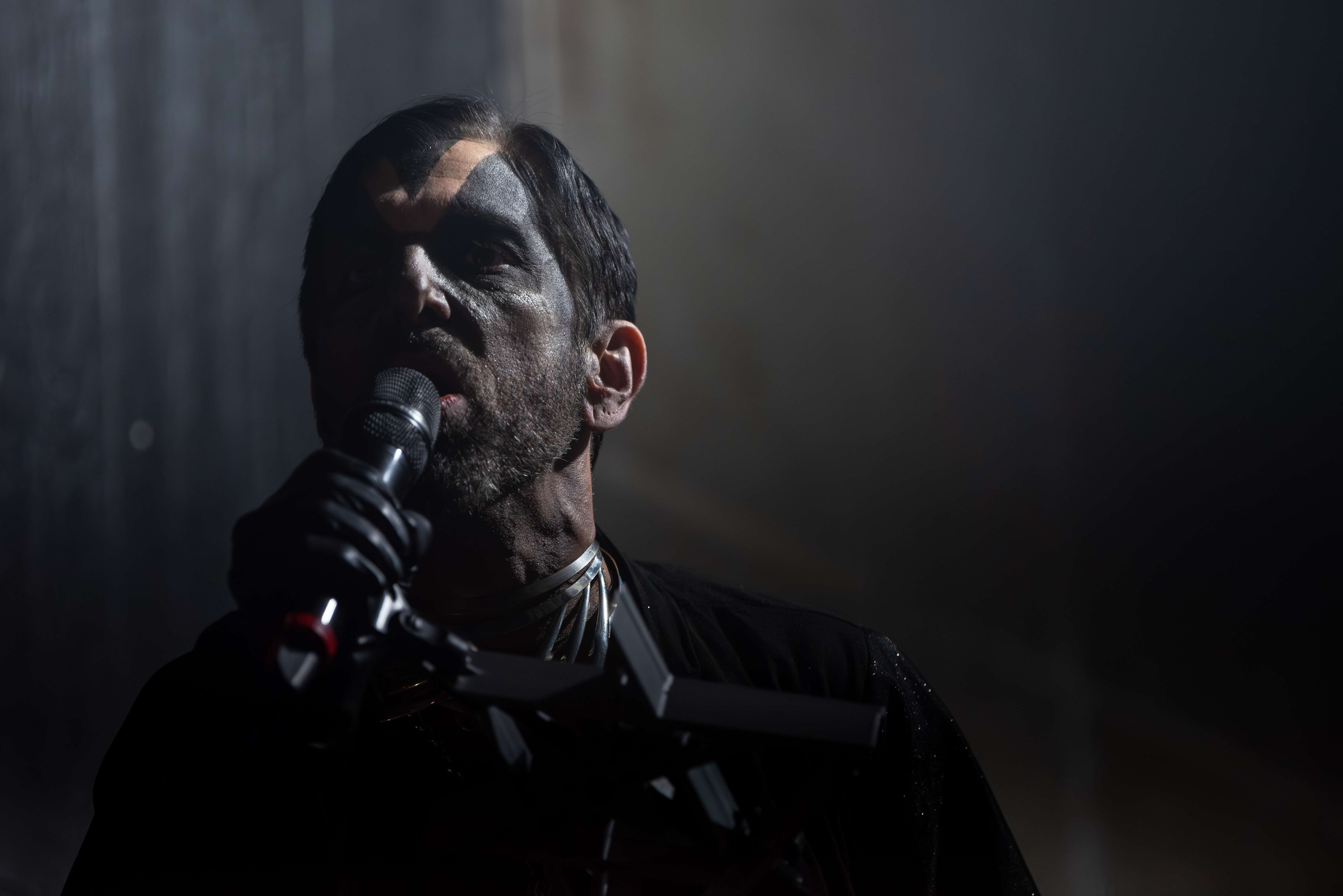
Podczas koncertu w ramach Mystic Festival 2025

- Barathrum: Visita Interiora Terrae Rectificando Invenies Occultul Lapidem (V.I.T.R.I.O.L.) – (1993)
- The Sun Of Tiphareth – (1994)
- ...And Shineth Unto the Cold Cometh... (EP) – (1995)
- The Third Storm Of Cythraul – (1997)
- In The Eyes of Ioldánach [EP] – (1998)
- Tara – (2001)
- Mythological Occult Metal: 1991–2001 – (2005)
- Absu – (2009)
- Abzu – (2011)

Demo
- Immortal Sorcery – (1991)
- Return of the Ancients – (1991)
- The Temples of Offal – (1991)

Kompilacje
- Originators of Northern Darkness – A Tribute to Mayhem – (2001)
- Seven Gates of Horror – A Tribute to Possessed – (2004)